# Walter Bräutigam
Walter Bräutigam (* 9. September 1920 in Frankfurt am Main; † 16. Dezember 2010) war ein deutscher Neurologe und Psychiater und  Pionier der Psychosomatik in Deutschland.

## Leben

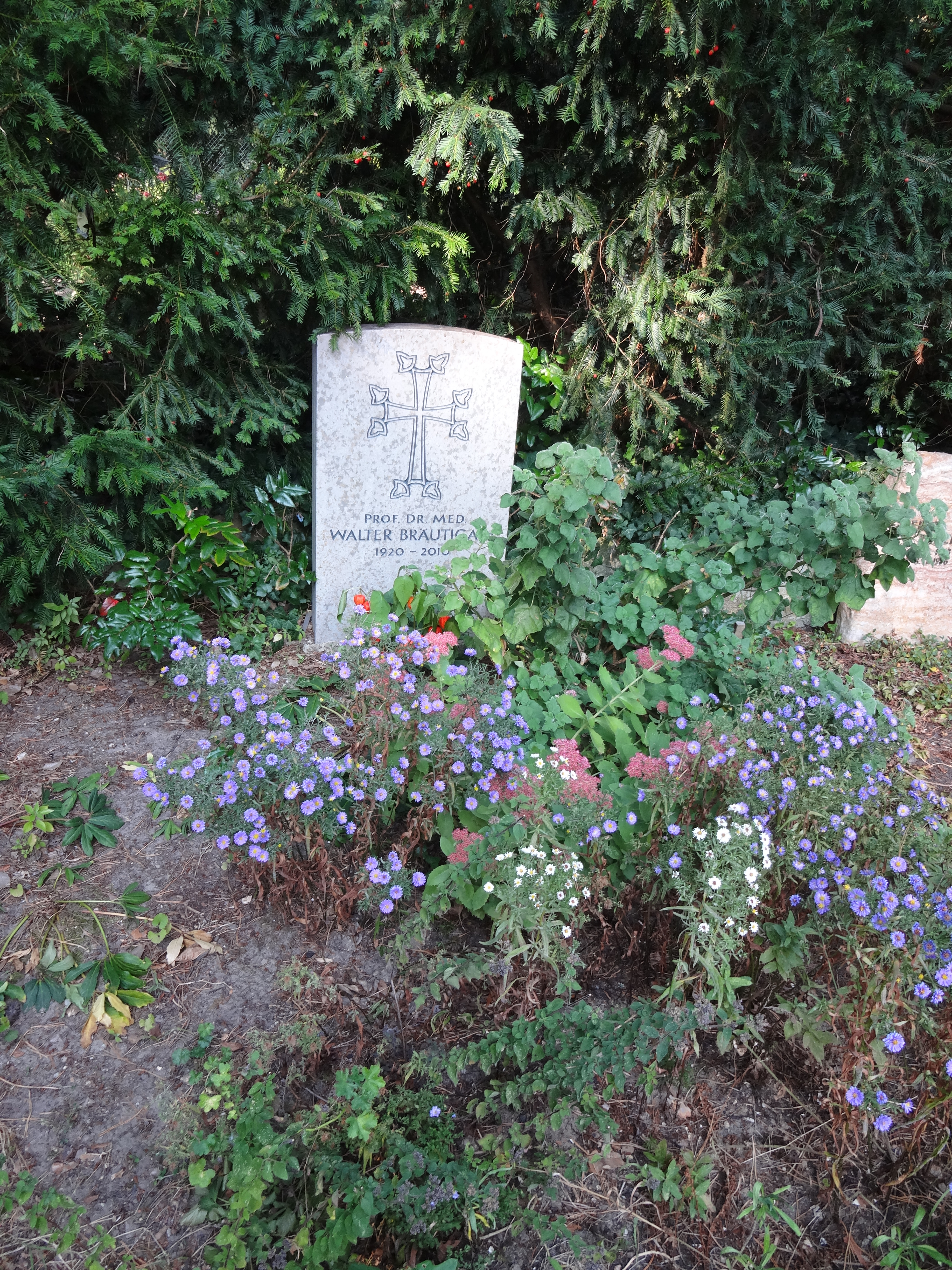
Grabstätte

Walter Bräutigam wollte im Jahre 1939 ursprünglich Architektur studieren, studierte dann aber Medizin zunächst in Göttingen und dann in Halle. Anschließend begann er eine psychoanalytische Ausbildung mit Lehranalyse bei Fritz Riemann, die er in München abschloss. Walter Bräutigam gilt als wichtiger Zeitzeuge für die Psychoanalyse im Dritten Reich. Er schrieb seine Promotion über internistische und neurologische Störungen bei Porphyrie an der Medizinischen Poliklinik in München. Im Jahre 1948 ging er nach Heidelberg zu Viktor von Weizsäcker, um – zunächst unbezahlt – eine Weiterbildung in Neurologie bei Paul Vogel und in Psychiatrie bei Kurt Schneider zu absolvieren. 1950 wurde er Assistent bei Alexander Mitscherlich in der im selben Jahr gegründeten Abteilung für Psychosomatische Medizin. 1960 wurde er bei Paul Christian in Heidelberg habilitiert über die Psychotherapie aus anthropologischer Sicht. 1968 übernahm er als Nachfolger von Alexander Mitscherlich die Leitung der Psychosomatischen Klinik der Universität Heidelberg bis zu seiner Emeritierung im Jahre 1988.
Bräutigam verstarb am 16. Dezember 2010. Er ist auf dem Waldfriedhof Dahlem bestattet.

## Publikationen
Walter Bräutigam war Mitherausgeber der wissenschaftlichen Zeitschriften Der Nervenarzt, Psychotherapie Psychosomatik Medizinische Psychologie  und Zeitschrift für Psychosomatische Medizin und Psychoanalyse.
Er war Autor mehrerer Lehrbücher, wie Psychosomatische Medizin. Ein kurzgefasstes Lehrbuch oder Kooperationsformen somatischer und psychosomatischer Medizin. Aufgabe – Erfahrungen – Konflikte. und Einführung in die Psychoonkologie. sowie Reaktionen Neurosen Abnorme Persönlichkeiten Seelische Krankheiten im Grundriss.